# Hov, Båstads kommun
Hov (lokalt uttal är "håv") är en småort i Båstads kommun och kyrkby i Hovs socken i Skåne. 
I byn ligger Hovs kyrka och här finns ett fotbollslag.